# 방문판매
방문판매(訪問販賣)는 무점포 판매의 일종으로, 판매자가 일방적으로 소비자의 가정이나 직장 등을 직접 방문하여 상품 판매 활동을 하는 유통 형태이다.

## 일본의 방문판매
일본은 특정 상거래에 관한 법률 (특정 상거래 법)로 일반적인 방문 판매의 개념을 확장하여, 캐치세일즈, 어포인트먼트 상법, 최면 상법 등 판매원의 방문이 없는 것도 방문 판매라고 하고 있다.
판매 활동 과정에서 판매원과 소비자가 일대일로 상대 상황이 되기 때문에 거짓말 또는 과장으로 판매하는 수법이 발생하거나 거짓말을 하지 않아도 판매원의 감언이설로 불필요한 상품과 일반 가격보다 높은 가격으로 판매가 되는 경우가 있어서, 원칙적으로 일정 기간 (계약서를 받은 날로부터 8일 이내) 내에 무조건 해약이 가능한 쿨링오프 제도가 규정되어 있다.

## 같이 보기
- 교사죄